# Harbi
Le terme juridique arabo-islamique Harbī (arabe : حربي [harbī]) signifie littéralement « appartenant à la guerre » et fait référence à tous les guerriers non-musulmans, ce qui, selon une vision largement répandue dans l'enseignement islamique classique, s'applique à tous les non-musulmans vivant en dehors de la sphère d'influence musulmane. Cependant, à l'époque classique, la question de savoir quelles régions du monde devaient être considérées comme faisant partie de la sphère de pouvoir musulmane (Dar al-Islam) était déjà controversée. Certains érudits sont allés jusqu'à considérer qu'une zone faisait partie du Dar al-Islam même si un seul exemple de respect de la loi islamique (par exemple, à travers une prière) pouvait y être montré. Selon la définition large de Dar al-Islam, selon cette construction juridique, il y a soit très nombreux, soit très peu de Harbis .
Selon un autre point de vue, également déjà représenté dans le discours théologique du Moyen Âge, par exemple par An-Nawawi et al-Māwardī , une zone est déjà considérée comme dār al-Islām si les musulmans peuvent y pratiquer librement leur religion. Il n’est bien entendu pas possible de qualifier de Ḥarbīs les non-musulmans vivant dans ces zones, puisque le territoire « non soumis » dans son ensemble ne peut être considéré comme Dār al-Harb.